# Ludwik Łysiak
Ludwik Łysiak (ur. 1923 w Rząchowej, zm. 24 listopada 2002) – polski prawnik, profesor nauk prawnych, profesor zwyczajny Uniwersytetu Jagiellońskiego, historyk prawa.

## Życiorys
Syn Michała. Naukę w szkole powszechnej i w gimnazjum odbył we Lwowie. W 1945 rozpoczął studia prawnicze na Wydziale Prawa i Administracji Uniwersytetu Jagiellońskiego, którego został absolwentem i nauczycielem akademickim. W 1961 obronił doktorat pod opieką promotorską Adama Vetulaniego. Specjalizował się w historii administracji, historii państwa i prawa Polski oraz historii prawa. Był prodziekanem Wydziału Prawa i Administracji UJ, dyrektor Instytutu Historyczno-Prawnego UJ.
Uchwałą Rady Państwa z 5 lutego 1954 został odznaczony Złotym Krzyżem Zasługi za zasługi w pracy zawodowej w dziedzinie służby archiwalnej.
19 kwietnia 1990 otrzymał tytuł naukowy profesora nauk prawnych. Został profesorem zwyczajnym Uniwersytetu Jagiellońskiego.
Pod jego kierunkiem stopień naukowy doktora uzyskał Zdzisław Zarzycki.
Zmarł 24 listopada 2002 i został pochowany na cmentarzu Rakowickim w Krakowie (pas AD, rząd płd.).

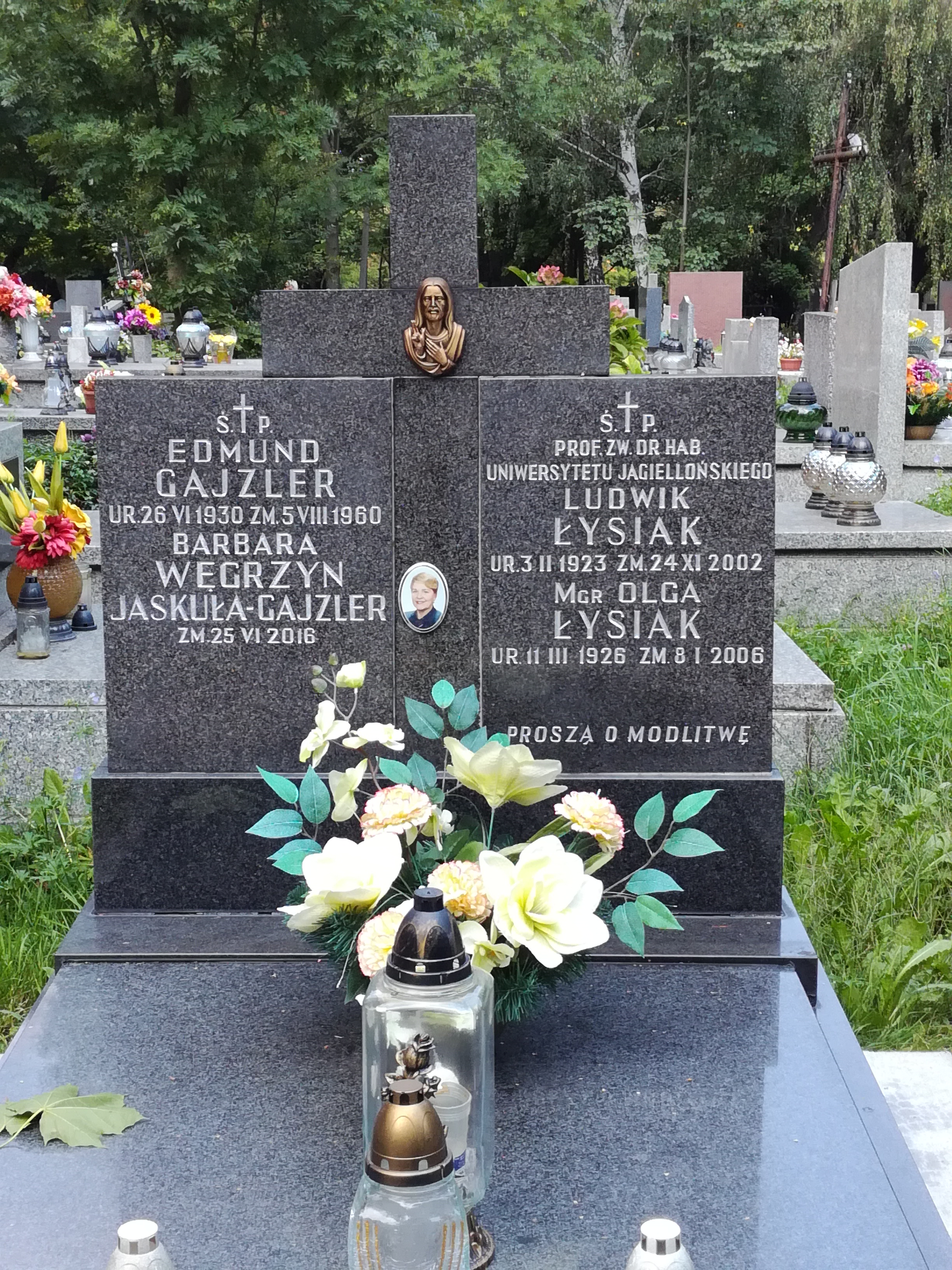
Grób prof. Ludwika Łysiaka na cmentarzu Rakowickim

## Wybrane publikacje
- Ius supremum Maydeburgense castri Cracoviensis 1356–1794 : Organisation, Tätigkeit und Stellung des Krakauer Oberhofs in der Rechtsprechung Altpolens, tłum. Leon Głowacki und Ernst Holthöfer (1990)
- Własność sołtysia (wójtowska) w Małopolsce do końca XVI wieku (1964)
- Natio Polona : le università in Italia e in Polonia (secc. XIII–XX) : Mostra documentaria = uniwersytety w Polsce i we Włoszech (wieki XIII–XX) : wystawa archiwalna / [red. Ludwik Łysiak et al. ; trad. Agnieszka Teresa Turek] ; Ministro Beni Culturi e Ambientali Uffico Centrale Beni Archivistici, Naczelna Dyrekcja Archiwów Państwowych (1990)
- Statuty Kazimierza Wielkiego. Cz. 2, Statuty Wielkopolskie (oprac. i wyd.), Poznańskie Towarzystwo Przyjaciół Nauk (1982)
- Księga sądowa państwa żywieckiego = Liber iudicialis domini Zivecensis : 1681–1773 (oprac. i wyd. wspólnie z Mieczysławem Karasiem, 1978)
- Księga sądowa wsi Wary : 1449–1623 (1971)
- Księga sądowa kresu klimkowskiego : 1600–1762 (1965)
- Polskie statuty ziemskie w redakcji najstarszych druków : Syntagmata (oprac. wspólnie ze Stanisławem Romanem, 1958)
- Inwentarz Archiwum Naczelnego Komitetu Narodowego 1914–1920 (oprac. wspólnie z: Anna Ptaśnikowa, Helena Zającowa, 1958)[8]